# Montrouis
Montrouis (en criollo haitiano, Monwi) es una comuna de Haití que está situada en el distrito de San Marcos, del departamento de Artibonito.

## Historia
Comuna creada en 2015 (inicialmente con el nombre de Les Arcadins), a partir de la 1ª sección comunal de Délugé, que hasta ese momento pertenecía a la comuna de San Marcos.

## Secciones
Está formado por la sección de:
- Délugé (que abarca la villa de Montrouis)

## Demografía
| Gráfica de evolución demográfica de Montrouis entre 2009 y 2015 |
|                                                                 |

Los datos demográficos contemplados en este gráfico de la comuna de Montrouis son estimaciones que se han cogido de 2009 a 2015 de la página del Instituto Haitiano de Estadística e Informática (IHSI). 